# Takanori Kōno
Takanori Kōno (jap. 河野 孝典, Kōno Takanori; * 7. März 1969 in Nozawa Onsen, Präfektur Nagano) ist ein ehemaliger japanischer Nordischer Kombinierer.

## Werdegang
Kōno gab sein internationales Debüt im Rahmen des Weltcups am 9. März 1990 in Örnsköldsvik. Mit Platz 15 gelang ihm auf Anhieb ein erster Punktegewinn. Bei seinem zweiten Weltcup in Oslo landete er auf dem 13. Platz. Nach den folgenden zwei Jahren ohne internationalen Start gehörte er zum Kader für die Olympischen Winterspiele 1992 in Albertville. Dort gewann er gemeinsam mit Kenji Ogiwara und Reiichi Mikata die Goldmedaille im Teamwettbewerb. Im Gundersen-Einzel landete er auf Rang 19.
In die Saison 1992/93 startete Kōno überraschend mit einem zweiten Rang in Vuokatti. Damit erreichte er zudem den ersten seiner 12 Podiumsplätze in seiner Karriere. Auch in Courchevel und St. Moritz lag er erneut auf den Plätzen drei und zwei. Bei der Nordischen Skiweltmeisterschaft 1993 in Falun landete er im Einzel auf Rang fünf, bevor er mit der Mannschaft im Teamwettbewerb Gold gewann. Zum Saisonende gewann er in Oslo seinen ersten und einzigen Weltcup. In der Saison-Gesamtwertung belegte er Rang drei.
Die folgende Saison 1993/94 wurde die erfolgreichste Saison seiner Karriere. Zwar gelang Kōno kein Sieg, dafür jedoch mit einer Ausnahme nur Top-10-Platzierungen, darunter sechs Podiumsplätze. In der Gesamtwertung reichte dies zu Rang zwei. Bei den Olympischen Winterspielen 1994 in Lillehammer verteidigte er mit seiner Mannschaft den Titel von 1992. Zudem war er erstmals auch im Einzel erfolgreich und gewann hinter dem Norweger Fred Børre Lundberg die Silbermedaille.
In seine letzte Saison 1994/95 startete Kōno mit Rang vier in Steamboat Springs. Im Februar 1995 gelang ihm in Falun das erste und einzige Podium der Saison. Bei der Nordischen Skiweltmeisterschaft 1995 in Thunder Bay konnte er gemeinsam mit Masashi Abe, Tsugiharu Ogiwara und Kenji Ogiwara den Weltmeistertitel im Team verteidigen. Trotz dieses Erfolges bestritt Kōno noch einen Weltcup, den er als Sechster beendete.
Nach der Saison 1994/95 beendete Kōno seine aktive Karriere.

## Erfolge

### Weltcup-Statistik
Die Tabelle zeigt die erreichten Platzierungen im Einzelnen.
- Platz 1.–3.: Anzahl der Podiumsplatzierungen
- Top 10: Anzahl der Platzierungen unter den ersten zehn
- Punkteränge: Anzahl der Platzierungen innerhalb der Punkteränge
- Starts: Anzahl gelaufener Rennen in der jeweiligen Disziplin

| Platzierung         | Einzel a | Sprint | Massenstart | Team   | Team    | Gesamt |
| Platzierung         | Einzel a | Sprint | Massenstart | Sprint | Staffel | Gesamt |
| ------------------- | -------- | ------ | ----------- | ------ | ------- | ------ |
| 1. Platz            | 1        |        |             |        |         | 1      |
| 2. Platz            | 8        |        |             |        |         | 8      |
| 3. Platz            | 3        |        |             |        |         | 3      |
| Top 10              | 22       |        |             |        |         | 22     |
| Punkteränge         | 27       |        |             |        |         | 27     |
| Starts              | 27       |        |             |        |         | 27     |
| Stand: Karriereende |          |        |             |        |         |        |